# Caudinidae
De Caudinidae zijn een familie van zeekomkommers uit de orde Molpadida.

## Geslachten
- Acaudina H.L. Clark, 1908
- Caudina Stimpson, 1853
- Ceraplectana H.L. Clark, 1908
- Hedingia Deichmann, 1938
- Paracaudina Heding, 1932